# Tin Široki
Tin Široki (* 29. April 1987 in Zagreb) ist ein ehemaliger kroatischer Skirennläufer.

## Biografie
Široki gewann im April 2002 den Super-G des Whistler Cups und bestritt im November desselben Jahres seine ersten FIS-Rennen. Im Europacup hatte er nur wenige Einsätze und erreichte nie nennenswerte Resultate. Größere Erfolge hatte er hingegen im Nor-Am Cup, wo er sich mehrmals unter den besten zehn platzierte und in der Super-Kombination von Panorama am 10. Dezember 2007 den dritten Platz erreichte.
Im Jahr 2006 nahm Široki an den Olympischen Spielen in Turin teil und wurde 26. in der Super-Kombination. Ein Jahr später belegte er bei den Weltmeisterschaften 2007 in Åre die Plätze 48 in der Abfahrt und 52 im Super-G. Am 27. Januar 2008 gab der Kroate sein Debüt im Weltcup: In der Super-Kombination von Chamonix fuhr er auf den 37. Rang. Eine Woche später belegte er in der Super-Kombination von Val-d’Isère ebenfalls Rang 37. Diese Resultate blieben während der nächsten drei Jahre seine besten im Weltcup. Im Februar 2009 erreichte Široki bei den Weltmeisterschaften in Val-d’Isère den 14. Platz in der Super-Kombination. In der Abfahrt wurde er 23. und im Riesenslalom 37.
In der gesamten Saison 2009/10 musste der Kroate verletzungsbedingt pausieren; im November 2010 kehrte er ins Wettkampfgeschehen zurück. Am 14. Januar 2011 gewann Široki in seinem 17. Weltcuprennen erstmals Weltcuppunkte, als er in der Super-Kombination von Wengen auf Platz 26 fuhr. Neun Tage später erzielte er mit dem 13. Platz in der Hahnenkamm-Kombination von Kitzbühel sein bestes Ergebnis. Allerdings hatte er als Vorletzter dieser Kombination bereits mehr als 8 Prozent Rückstand auf die Siegerzeit, weshalb er dafür keine Weltcuppunkte erhielt. Bei den Weltmeisterschaften 2011 in Garmisch-Partenkirchen startete er in allen Disziplinen außer dem Slalom, erzielte aber nur in der Super-Kombination als 18. ein Ergebnis.
Nach der Saison 2011/12 beendete Široki seine Karriere.

## Erfolge

### Olympische Winterspiele
- Turin 2006: 26. Kombination

### Weltmeisterschaften
- Åre 2007: 48. Abfahrt, 52. Super-G
- Val-d’Isère 2009: 14. Super-Kombination, 23. Abfahrt, 37. Riesenslalom
- Garmisch-Partenkirchen 2011: 18. Super-Kombination

### Weltcup
- 1 Platzierung unter den besten 15

### Weltcupwertungen
| Saison  | Gesamt | Gesamt | Kombination | Kombination |
| Saison  | Platz  | Punkte | Platz       | Punkte      |
| ------- | ------ | ------ | ----------- | ----------- |
| 2010/11 | 150.   | 8      | 44.         | 8           |
| 2011/12 | 147.   | 2      | 45.         | 2           |

### Juniorenweltmeisterschaften
- Maribor 2004: 61. Riesenslalom, 67. Super-G
- Québec 2006: 16. Kombination, 28. Slalom, 42. Abfahrt, 45. Riesenslalom
- Altenmarkt 2007: 38. Abfahrt, 51. Riesenslalom

### Weitere Erfolge
- 1 Podestplatz im Nor-Am Cup